# Cytochrom P450 2C19
Cytochrom P450 2C19 (abgekürzt CYP2C19) ist ein Enzym. Es ist ein Mitglied der CYP2C-Unterfamilie des Cytochrom P450-Mischfunktions-Oxidase-Systems. Zu dieser Unterfamilie gehören Enzyme, die den Metabolismus von Xenobiotika katalysieren, darunter einige Protonenpumpenhemmer und Antiepileptika. Beim Menschen ist es das CYP2C19-Gen, das für das CYP2C19-Protein kodiert. CYP2C19 ist ein Leberenzym, das auf mindestens 10 % der derzeit klinisch verwendeten Medikamente wirkt, insbesondere auf das Thrombozytenaggregationshemmer Clopidogrel (Plavix), Analgetika für Schmerzen im Zusammenhang mit Geschwüren, wie Omeprazol, Antiepileptika wie Mephenytoin, das Antimalariamittel Proguanil und das Anxiolytikum Diazepam.
CYP2C19 wurde in UniProt als (R)-Limonen-6-Monooxygenase und (S)-Limonen-6-Monooxygenase annotiert.

## Funktion
Das Gen kodiert ein Mitglied der Cytochrom-P450-Familie von Enzymen. Enzyme der CYP2C-Subfamilie, einschließlich CYP2C19, machen etwa 20 % des Cytochrom P450 in der erwachsenen Leber aus. Diese Proteine sind Monooxygenasen, die viele Reaktionen katalysieren, die am Arzneimittelstoffwechsel und der Synthese von Cholesterin, Steroiden und anderen Lipiden beteiligt sind. Dieses Protein lokalisiert sich im endoplasmatischen Retikulum und ist dafür bekannt, viele Medikamente zu metabolisieren. Polymorphismus innerhalb dieses Gens ist mit einer variablen Fähigkeit, Medikamente zu metabolisieren, verbunden. Das Gen befindet sich innerhalb eines Clusters von Cytochrom-P450-Genen auf Chromosom 10 Arm q24.
CYP2C19 besitzt auch Epoxygenase-Aktivität: Es ist eines der wichtigsten Enzyme, das für den Angriff verschiedener langkettiger, mehrfach ungesättigter Fettsäuren an ihren Doppelbindungen (d. h. Alken) verantwortlich ist, um Epoxidprodukte zu bilden, die als Signalstoffe wirken. Es metabolisiert:
- Arachidonsäure zu verschiedenen Epoxyeicosatriensäuren (auch als EETs bezeichnet);
- Linolsäure zu 9,10-Epoxy-Octadecaensäuren (auch als Vernolsäure, Linolsäure-9:10-Oxid oder Leukotoxin bezeichnet) und 12,13-Epoxy-Octadecaensäure (auch als Coronarsäure, Linolsäure-12,13-Oxid oder Isoleukotoxin bezeichnet);
- Docosahexaensäure zu verschiedenen Epoxydocosapentaensäuren (auch als EDPs bezeichnet); und
- Eicosapentaensäure zu verschiedenen Epoxyeicosatetraensäuren (auch EEQs genannt).[7][8][9]
- Neben CYP2C19 sind CYP2C8, CYP2C9, CYP2J2 und möglicherweise CYP2S1 die Hauptproduzenten von EETs und sehr wahrscheinlich EEQs, EDPs und den Epoxiden der Linolsäure.[10][11]